# Isabela Španělská (1851–1931)
Isabela Španělská (María Isabel Francisca de Asís Cristina Francisca de Paula Dominga; 20. prosince 1851, Madrid – 22. dubna 1931, Paříž) byla nejstarší dcerou španělské královny Isabely II. a jejího manžela Františka Cádizského. Předpokládaným dědicem španělského trůnu s titulem kněžna z Asturie byla dvakrát: v letech 1851 až 1857 a v letech 1874 až 1880. 13. května 1868 se provdala za Kajetána, hraběte z Girgenti, který o tři roky později spáchal sebevraždu.
Infantka Isabela byla přední osobou u španělského královského dvora během vlády svého bratra Alfonse XII. a nezletilosti svého synovce Alfonse XIII. Po většinu svého života byla nejoblíbenějším členem španělské královské rodiny. Po pádu monarchie Alfonse XIII. odmítla přijmout úřady druhé Španělské republiky a žít nadále ve Španělsku. Zemřela několik dní poté, co začala nový život v exilu ve Francii.

## Dětství

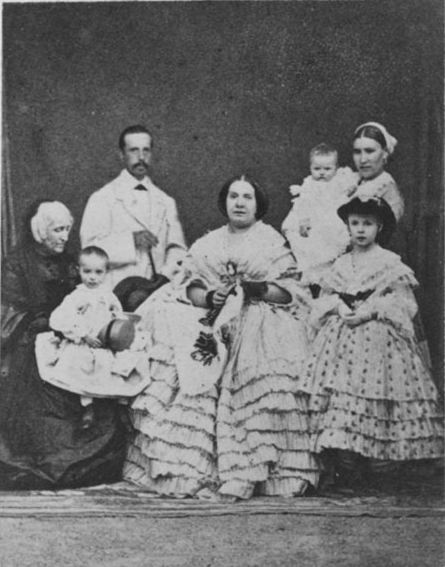
Infantka Isabela ve věku osmi let se svou rodinou. Zleva doprava: markýza z Malpicy s Alfonsem, knížetem z Asturie, na klíně; František Cádizský, královna Isabela II. Španělská, a jejich královská kojná držící Marii de la Concepción, a infantka Isabela, 1860.

Isabela se narodila 20. prosince 1851 v Královském paláci v Madridu jako nejstarší dcera španělské královny Isabely II. a jejího manžela Františka Cádizského. Její narození bylo netrpělivě očekáváno, protože její matka předtím porodila syna, který během několika hodin zemřel. V bouřlivém věku karlistických povstání a sporadické občanské války byla Isabela okamžitě uznána za dědice trůnu své matky a jako taková se stala kněžnou z Asturie.
Dítě bylo pokřtěno den po svém narození jmény María Isabel Francisca de Asís. Manželství jejích rodičů nebylo šťastné. Isabela se za svého dvojnásobného bratrance provdala v šestnácti letech proti své vůli. Královna, která nikdy nepřekonala antipatii vůči svému zženštilému manželovi, našla průchod pro svou vášnivou povahu u milenců. Historici a životopisci připisují otcovství infantky Isabely José Ruizovi de Arana y Saavedra (1826–1891), mladému španělskému šlechtici a vojenskému důstojníkovi. Ruiz de Arana byl královně znám z vnitřních kruhů paláce; jeho otec hrabě ze Sevilly La Nueva uváděl velvyslance. Vztah mezi královnou Isabelou a Ruizem de Arana probíhal v letech 1851 až 1856. Král František s jistou neochotou uznal Isabelu za svou dceru, jako to udělal následně se všemi dětmi, které královna Isabela II. porodila během jejich problematického manželství.
2. února 1852 byla Isabela II. na tradiční návštěvě královské baziliky Panny Marie z Atochy a představila svou dceru veřejnosti, když ji pobodal šílený kněz. Královnu zachránila tloušťka jejího korzetu; zranění nebylo život ohrožující. Jak Isabela vyrůstala, začala se objevovat na veřejnosti ve společnosti svých rodičů. Do povědomí lidí se dostala pod láskyplnou přezdívkou La Chata – což byl odkaz na její „knoflíkový“ nos. Rané dětství prožila jako jedináček. Mezi Isabelou a jejím dalším sourozencem, budoucím králem Alfonsem XII., byl šestiletý rozdíl. Později rodinu doplnily další tři sestry. Isabela ztratila titul kněžny z Asturie po narození svého bratra 28. listopadu 1857 a namísto toho přijala titul infantka.
Infantka Isabela vyrůstala odděleně od svých sourozenců. Vztah mezi králem Františkem a jeho dětmi byl chladný a formální. Královna Isabela II. byla zaneprázdněna svou bouřlivou vládou a v jejím soukromém životě se střídala období velké náklonnosti k dětem a vzdáleného přístupu k nim, což bylo v té době zvykem. Isabele se dostalo mnohem lepšího vzdělání než její matce a jako jedná ze svých sourozenců vyrůstala za matčiny vlády. Důraz byl kladen na jazyky a mladá infantka se velmi zajímala o hudbu a jízdu na koni.

## Manželství

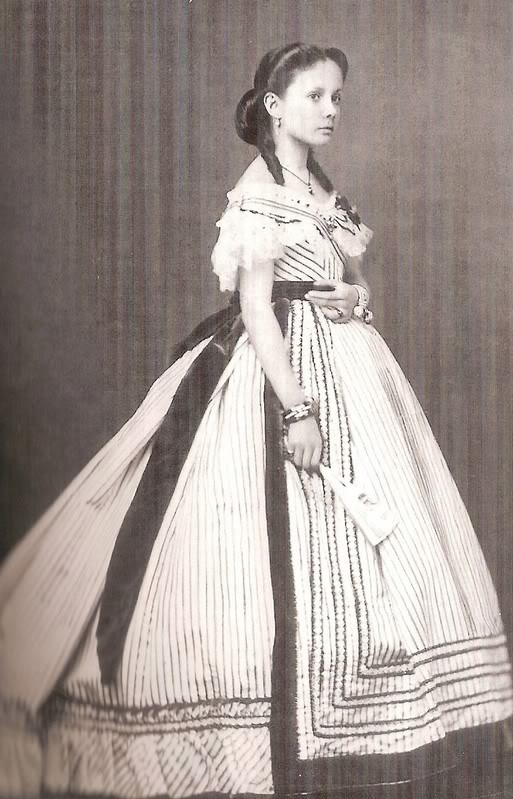
Infantka Isabela ve věku čtrnácti let v roce 1865.

Vzhledem k tomu, že v linii nástupnictví na trůn byl před ní pouze jediný bratr s křehkým zdravím, byl velký zájem o uspořádání brzkého sňatku infantky Isabely, aby měla potomky. Leopoldo O'Donnell, první ministr Isabely II., dostal nápad provdat Isabelu za prince Amadea Savojského, jehož sestra Marie Pia byla manželkou krále Ludvíka Portugalského. Královně Isabele se návrh nelíbil, ale souhlasila s rozhovorem mezi její čtrnáctiletou dcerou a dvacetiletým savojským princem. V září 1865 se Amadeus s infantkou Isabelou setkali v Zarauzu, kde byla španělská královská rodina na prázdninách. Plán na jejich sňatek selhal.
Z politických důvodů musela Isabela II. uznat sjednocení Itálie pod savojskou korunou, a aby odškodnila své bratrance z dynastie Bourbonů z Království obojí Sicílie, kteří byli tímto uznáním rozrušeni, ultrakonzervativní strana u španělského dvora v čele s králem Františkem přesvědčila královnu, aby zařídila sňatek jejich nejstarší dcery s jedním z nevlastních sourozenců nedávno sesazeného krále Františka II. Neapolsko-Sicilského, princem Kajetánem, synem krále Ferdinanda II. Neapolsko-Sicilského a arcivévodkyně Marie Terezie Izabely Rakouské. Princ Kajetán nedávno ztratil matku a jednoho ze svých mladších bratrů a jeho rodina byla ve finanční tísni. Kajetán byl bratrancem jak Isabeliny matky, tak otce.
V dubnu 1868 dorazil Kajetán do Španělska a o několik týdnů později se konala svatba. Ani Isabela, ani Kajetán nebyli sňatkem nadšeni. Kajetán byl vysoký a dobrosrdečný, ale bez peněz a sužovaný špatným zdravím. Byl známý svým nedostatkem intelektu. Infantka Isabela byla malá blondýna s jasně modrýma očima a malým nahoru stočeným nosem. Byla svědomitá, konzervativní a svéhlavá.

## Hraběnka z Girgenti

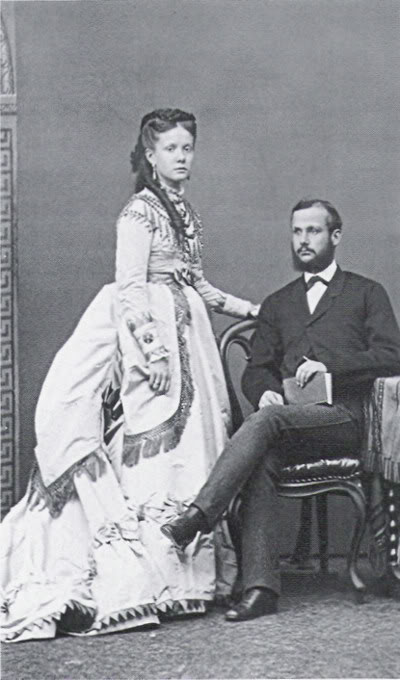
Infantka Isabela a princ Kajetán Bourbonsko-Sicilský, 1868.

Isabelin sňatek se uskutečnil s velkou pompou 13. května 1868. Po svatbě udělila Isabela II. Kajetánovi titul infanta. Po svatbě se mladý pár vydal na dlouhé líbánky, které je nejprve zavedly na návštěvu Kajetánovi rodiny sídlící v paláci Farnese v Římě. O dva měsíce později se pár vydal na návštěvu rakouského dvora, kde žili příbuzní Kajetánovi matky. Při cestě zpět do Španělska se na návštěvě u francouzského císaře Napoleona III. a císařovny Evženie ve Fontainebleau dozvěděli o revoluci, která připravila Isabelu II. o trůn. Kajetán rychle přijel do Španělska a bojoval na obranu monarchie v bitvě u Alcolea, v níž byla Isabelina armáda poražena, což znamenalo konec vlády Isabely II., která s královskou rodinou odjela do Francie. V exilu se sesazená královna usadila v Paříži, kde infantka Isabela na matku čekala. Infantka Isabela a Kajetán zpočátku také žili v Paříži, v domě, který patřil Kajetánovu strýci Ludvíkovi Neapolsko-Sicilskému.
Kajetán byl sužován špatným zdravím a depresemi. Na dva roky se pár vydal na sérii cest po Evropě marně hledat řešení Kajetánova zdraví, navštívil Rakousko, Německo a Anglii. V létě 1870 se manželé usadili v Lucernu ve Švýcarsku v naději, že tam budou žít v klidu a anonymitě. S pomocí svých dvou pobočníků Kajetán dokázal před svou ženou tak dlouho, jak jen mohl, skrývat pravou povahu své nemoci: měl epilepsii. Jednoho dne dostal záchvat před svou ženou, která neměla žádná předchozí varování o skutečné povaze jeho nemoci.
Na začátku léta 1871 pobývali manželé v Ženevě, kde se připojili ke zbytku španělské královské rodiny, která unikla nepokojům v Paříži. V srpnu 1871 se vrátili do Lucernu. Na počátku těhotenství infantka Isabela v září 1871 potratila. Ztráta dítěte, ztráta španělské koruny a zhoršující se zdraví přispěly k tomu, že Kajetán upadl do hluboké deprese a pokusil se o sebevraždu skokem z okna. Poté už nikdy nesměl být sám a byl neustále pod dohledem. Nicméně 26. listopadu 1871, když byli ubytováni v hotelu v Lucernu, se Kajetánovi podařilo zamknout se v pokoji, kde se střelil do hlavy. Byl nalezen stále živý, ale krátce nato zemřel.
Mladá, sotva dvacetiletá vdova, která ke svému manželovi velmi přilnula, truchlila nad jeho tragickou smrtí. Přestěhovala se do Palacio Castilla v Paříži ke své matce. Během následujících tří let vedla klidný rodinný život a dohlížela na vzdělání svých tří mladších sester; navštěvovala svého otce, bývalého krále-manžela Františka, který žil odděleně od své manželky v Épinay; a především se starala o budoucnost svého bratra Alfonsa, který si ve Vídni dokončoval vzdělání. V letech 1872 a 1873 infantka Isabela často cestovala do Mnichova ke své tetě Amálii Cádizské, a do Vídně, aby byla blízko svému bratrovi, kde pobývala jako host rakouské arcivévodkyně Marie Karolíny, se kterou si byla velmi blízká během svého manželství s Kajetánem (byl arcivévodkyniným synovcem). Infantka Isabela v zákulisí pracovala na obnovení španělské monarchie v osobě svého bratra, a to v dohodě se španělským politikem Antoniem Cánovas del Castillo, který pracoval z Madridu jménem Alfonsa.

## Pozdější život
29. prosince 1874 byl Isabelin bratr Alfons XII. povolán na španělský trůn poté, co ho Martinez Campos prohlásil králem a první španělská republika tak skončila. Španělská královská rodina se v Paříži znovu spojila, aby oslavila Nový rok. 14. ledna 1875 dorazil Alfons XII. do Španělska. Následující měsíc byla o Španělska vládou povolána zpět infantka Isabela, aby se stala první dámou dvora a předpokládanou dědičkou trůnu. 5. března se Isabela nalodila v Marseille a o dva dny později dorazila do Madridu.
24. března 1875 byla Isabela znovu prohlášena kněžnou z Asturie a dědičkou španělské koruny. Mladá princezna a její bratr se v tomto období těšili značné oblibě a Isabele bylo předloženo několik návrhů, aby se znovu vdala. Arcivévoda Ludvík Salvátor Toskánský, který žil ve Španělsku, byl pro vládu první volbou, ale jakmile se projevilo jeho výstřední chování, od této myšlenky vláda upustila. Dalším kandidátem byl princ Arnulf Bavorský, ale Isabela se nechtěla znovu vdát a její bratr, kterému byla velmi oddaná, její přání nakonec respektoval.
V prvním letech bratrovy vlády Isabela neustále pracovala na prosazování věci monarchie a pro svého bratra byla velkým přínosem. Poté, co se jejich matka královna Isabela vrátila trvale žít do Francie, byly do infantčiny péče svěřeny tři mladší sestry a Isabela jim poskytla dobré vzdělání. Dvě starší z nich, infantky Pilar a Paz byly nepoddajné a nedělaly Isabele potíže, střetla se však s nejmladší, temperamentní sestrou Eulalií.
Isabela také sloužila jako průvodkyně své mladé sestřenice Mercedes Orleánské, která se v roce 1878 provdala za jejího bratra a nahradila její místo první dámy u dvora jako nová španělská královna. Manželství jejího bratra jí umožnilo více času na její koníčky a cestování. Po brzké smrti královny Mercedes ještě v roce svatby Isabela za svou novou švagrovou vybrala arcivévodkyni Marii Kristýnu Rakouskou. Byla neteří Isabeliny dobré přítelkyně Marie Karolíny Rakouské, druhé matky Kajetána a jehho sourozenců.
Brzká smrt jejího bratra v roce 1885 byla pro Isabelu, která si jejich vztahu cenila, hroznou ranou. Byla vlivnou postavou po celou dobu regentství královny Marie Kristýny a svou ovdovělou švagrovou podporovala; stala se druhou matkou dětí svého bratra.

## Poslední léta

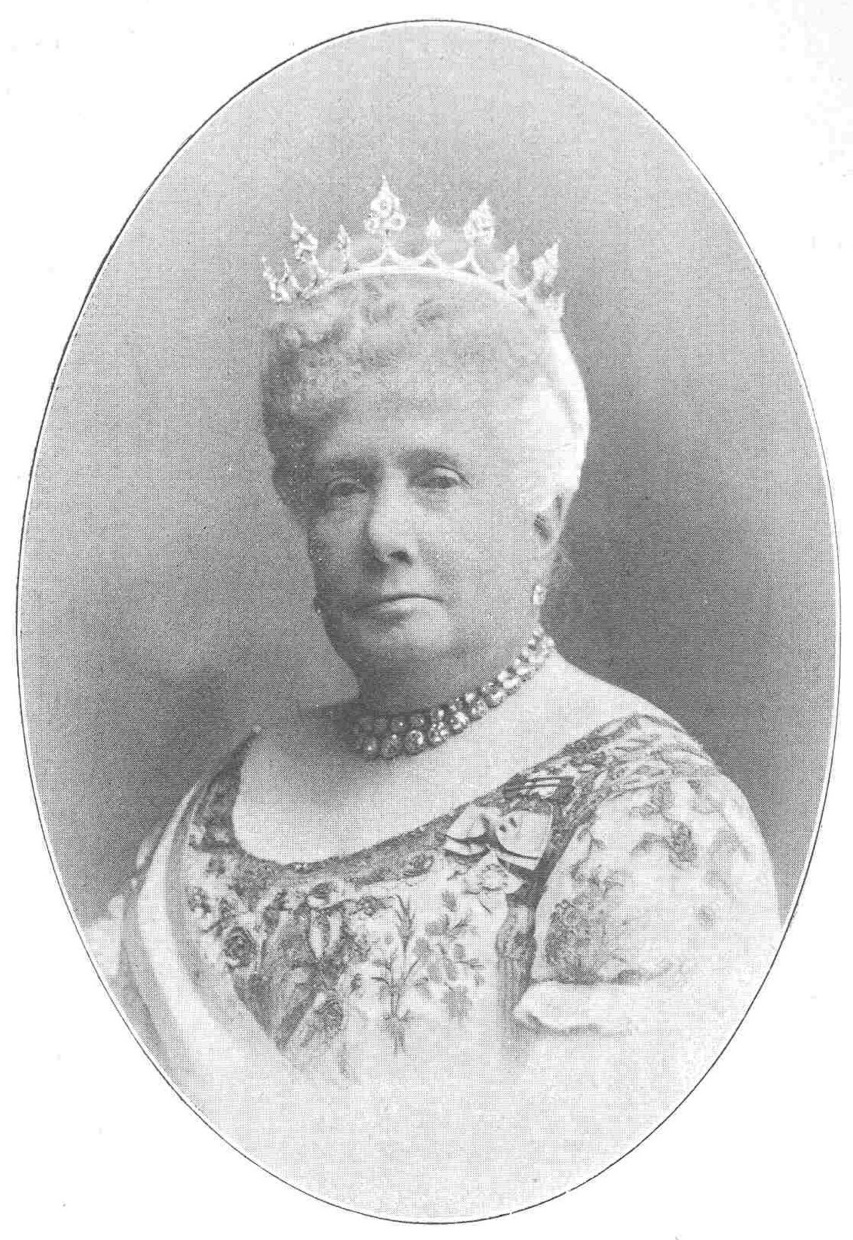
Infantka Isabela. Fotografováno Kaulakem.

Isabela byla údajně ve Španělsku velmi oblíbená a uznávaná. V roce 1885 byl po ní pojmenován křižník španělského námořnictva Infanta Isabel. Jednou z jejích nejvýznamnějších veřejných aktivit byla cesta do Buenos Aires v Argentině v roce 1910, kam vyrazila jako reprezentant španělské koruny při příležitosti oslav stého výročí Květnové revoluce, která byla považována za počáteční bod argentinské války o nezávislost. Ulice Paseo de la Infanta Isabel v Buenos Aires byla pojmenována po ní. Podobně po ní byla pojmenována ulice v Madridu.
Isabela zemřela 22. dubna 1931 ve věku 79 let v exilu ve Francii. K její smrti došlo jen několik dní poté, co její synovec, král Alfons XIII., ztratil španělský trůn a celá španělská královská rodina odešla do exilu. Po republikánském vítězství ve Španělsku byla Isabela republikánskými úřady informována, že není třeba, aby odešla do exilu – což svědčí o její popularitě –, ale dobrovolně se rozhodla odejít do exilu se zbytkem své rodiny. Většinu svých šperků nechala svému synovci a její slavná tiára Mellerio Shell následně přešla do španělské královské rodiny. V roce 1991 nařídil král Juan Carlos I. přesun jejích ostatků z Francie do Španělska; její ostatky byly uloženy v kapli královského paláce La Granja u Segovie, a salon v paláci byl následně přejmenován na její počest.
Ve veřejném madridském parku del Oeste byla zveřejněna Isabelina monumentální socha. V zámeckém parku královského paláce La Granja de San Ildefonso se navíc nachází další velká mramorová socha Isabely s kyticí růží.

## Vývod z předků
|                   |                                   |  |                      |                                     |  |  |  |  |  |  |  | Karel III. Španělský |
|                   |                                   |  |                      |                                     |  |  |  |  |  |  |  |                      |
|                   | Karel IV. Španělský               |  |                      |                                     |  |  |  |  |  |  |  |                      |
|                   |                                   |  |                      |                                     |  |  |  |  |  |  |  |                      |
|                   |                                   |  |                      | Marie Amálie Saská                  |  |  |  |  |  |  |  |                      |
|                   |                                   |  |                      |                                     |  |  |  |  |  |  |  |                      |
|                   | František de Paula Španělský      |  |                      |                                     |  |  |  |  |  |  |  |                      |
|                   |                                   |  |                      |                                     |  |  |  |  |  |  |  |                      |
|                   |                                   |  |                      | Filip Parmský                       |  |  |  |  |  |  |  |                      |
|                   |                                   |  |                      |                                     |  |  |  |  |  |  |  |                      |
|                   | Marie Luisa Parmská               |  |                      |                                     |  |  |  |  |  |  |  |                      |
|                   |                                   |  |                      |                                     |  |  |  |  |  |  |  |                      |
|                   |                                   |  |                      | Luisa Alžběta Francouzská           |  |  |  |  |  |  |  |                      |
|                   |                                   |  |                      |                                     |  |  |  |  |  |  |  |                      |
|                   | František Cádizský                |  |                      |                                     |  |  |  |  |  |  |  |                      |
|                   |                                   |  |                      |                                     |  |  |  |  |  |  |  |                      |
|                   |                                   |  |                      | Ferdinand I. Neapolsko-Sicilský     |  |  |  |  |  |  |  |                      |
|                   |                                   |  |                      |                                     |  |  |  |  |  |  |  |                      |
|                   | František I. Neapolsko-Sicilský   |  |                      |                                     |  |  |  |  |  |  |  |                      |
|                   |                                   |  |                      |                                     |  |  |  |  |  |  |  |                      |
|                   |                                   |  |                      | Marie Karolína Habsbursko-Lotrinská |  |  |  |  |  |  |  |                      |
|                   |                                   |  |                      |                                     |  |  |  |  |  |  |  |                      |
|                   | Luisa Šarlota Neapolsko-Sicilská  |  |                      |                                     |  |  |  |  |  |  |  |                      |
|                   |                                   |  |                      |                                     |  |  |  |  |  |  |  |                      |
|                   |                                   |  |                      | Karel IV. Španělský                 |  |  |  |  |  |  |  |                      |
|                   |                                   |  |                      |                                     |  |  |  |  |  |  |  |                      |
|                   | Marie Isabela Španělská           |  |                      |                                     |  |  |  |  |  |  |  |                      |
|                   |                                   |  |                      |                                     |  |  |  |  |  |  |  |                      |
|                   |                                   |  |                      | Marie Luisa Parmská                 |  |  |  |  |  |  |  |                      |
|                   |                                   |  |                      |                                     |  |  |  |  |  |  |  |                      |
| Isabela Španělská |                                   |  |                      |                                     |  |  |  |  |  |  |  |                      |
|                   |                                   |  |                      |                                     |  |  |  |  |  |  |  |                      |
|                   |                                   |  | Karel III. Španělský |                                     |  |  |  |  |  |  |  |                      |
|                   |                                   |  |                      |                                     |  |  |  |  |  |  |  |                      |
|                   | Karel IV. Španělský               |  |                      |                                     |  |  |  |  |  |  |  |                      |
|                   |                                   |  |                      |                                     |  |  |  |  |  |  |  |                      |
|                   |                                   |  |                      | Marie Amálie Saská                  |  |  |  |  |  |  |  |                      |
|                   |                                   |  |                      |                                     |  |  |  |  |  |  |  |                      |
|                   | Ferdinand VII.                    |  |                      |                                     |  |  |  |  |  |  |  |                      |
|                   |                                   |  |                      |                                     |  |  |  |  |  |  |  |                      |
|                   |                                   |  |                      | Filip Parmský                       |  |  |  |  |  |  |  |                      |
|                   |                                   |  |                      |                                     |  |  |  |  |  |  |  |                      |
|                   | Marie Luisa Parmská               |  |                      |                                     |  |  |  |  |  |  |  |                      |
|                   |                                   |  |                      |                                     |  |  |  |  |  |  |  |                      |
|                   |                                   |  |                      | Luisa Alžběta Francouzská           |  |  |  |  |  |  |  |                      |
|                   |                                   |  |                      |                                     |  |  |  |  |  |  |  |                      |
|                   | Isabela II. Španělská             |  |                      |                                     |  |  |  |  |  |  |  |                      |
|                   |                                   |  |                      |                                     |  |  |  |  |  |  |  |                      |
|                   |                                   |  |                      | Ferdinand I. Neapolsko-Sicilský     |  |  |  |  |  |  |  |                      |
|                   |                                   |  |                      |                                     |  |  |  |  |  |  |  |                      |
|                   | František I. Neapolsko-Sicilský   |  |                      |                                     |  |  |  |  |  |  |  |                      |
|                   |                                   |  |                      |                                     |  |  |  |  |  |  |  |                      |
|                   |                                   |  |                      | Marie Karolína Habsbursko-Lotrinská |  |  |  |  |  |  |  |                      |
|                   |                                   |  |                      |                                     |  |  |  |  |  |  |  |                      |
|                   | Marie Kristýna Neapolsko-Sicilská |  |                      |                                     |  |  |  |  |  |  |  |                      |
|                   |                                   |  |                      |                                     |  |  |  |  |  |  |  |                      |
|                   |                                   |  |                      | Karel IV. Španělský                 |  |  |  |  |  |  |  |                      |
|                   |                                   |  |                      |                                     |  |  |  |  |  |  |  |                      |
|                   | Marie Isabela Španělská           |  |                      |                                     |  |  |  |  |  |  |  |                      |
|                   |                                   |  |                      |                                     |  |  |  |  |  |  |  |                      |
|                   |                                   |  |                      | Marie Luisa Parmská                 |  |  |  |  |  |  |  |                      |
|                   |                                   |  |                      |                                     |  |  |  |  |  |  |  |                      |